# Кезик, Чипс
Сэр Джон Чиппендайл «Чипс» Линдли Кезик (англ. Sir John Chippendale «Chips» Lindley Keswick; 2 февраля 1940, Лондон — 17 апреля 2024) — британский предприниматель и банкир.

## Ранние годы
Сэр Чипс Кезик — сын сэра Уильяма Кезика (1903—1990) и Мэри Линдли, внук Генри Кезика. Кезик получил образование в Итонском колледже и Университете Марселья.

## Карьера
Кезик в ранние годы был директором банка Hambros и коллегой Питера Хилл-Вуда. Кезик являлся владельцем многих компаний, в том числе DeBeers Sa, Persimmon PLC и банка Investec. Являлся директором банка Англии (1993—2001). С 2013 года занимал должность президента футбольного клуба «Арсенал». На этом посту он заменил Питера Хилл-Вуда.
Женился на дочери 16-го графа Долхауси в 1966 году. Они имеют троих сыновей: Давида, Тобиаса и Адама.
Кезик являлся членом джентльменского клуба «Уайт» и клуба городского университета. Он поддерживал программу «Бизнес за стерлинг» и являлся корпоративным донором консерваторов. Кезик пожертвовал 23,000 фунтов стерлингов на профсоюзный фонд «Вместе лучше».
Умер 17 апреля 2024 года в возрасте 84 лет.